# György Korsós
György Korsós (ur. 22 sierpnia 1976 w Győrze) – piłkarz węgierski grający na pozycji pomocnika. W swojej karierze 3 razy zagrał w reprezentacji Węgier.

## Kariera klubowa
Karierę piłkarską Korsós rozpoczął w klubie Győri ETO FC. W 1993 roku awansował do kadry pierwszej drużyny i w sezonie 1993/1994 zadebiutował w jego barwach w pierwszej lidze węgierskiej. W zespole z rodzinnego Győru grał do końca sezonu 1998/1999.
Latem 1999 roku Korsós odszedł z Győri ETO FC do austriackiego Sturmu Graz. W 2000 roku wywalczył ze Sturmem wicemistrzostwo Austrii, a w 2002 roku powtórzył z klubem z Grazu to osiągnięcie. W 2002 roku wystąpił też w przegranym 2:3 finale Pucharu Austrii z Grazerem AK. W Sturmie występował do lata 2004.
Latem 2004 roku Korsós przeszedł do Rapidu Wiedeń, w którym zadebiutował 14 lipca 2004 w wygranym 5:1 wyjazdowym meczu z SW Bregenz. W sezonie 2004/2005 został z Rapidem mistrzem Austrii.
W 2006 roku Korsós wyjechał do Grecji i został zawodnikiem klubu Skoda Ksanti. Rozegrał 6 meczów w lidze greckiej i w 2007 roku stał się wolnym zawodnikiem. W sezonie 2008/2009 grał w rezerwach Austrii Wiedeń, a w 2009 roku zakończył swoją karierę.
| Sezon   | Klub              | Kraj    | Rozgrywki     | Mecze | Bramki |
| ------- | ----------------- | ------- | ------------- | ----- | ------ |
| 1993/94 | Raba ETO Győr     | Węgry   | NB I          | 3     | 1      |
| 1994/95 | Győri ETO FC      | Węgry   | NB I          | 22    | 1      |
| 1995/96 | Győri ETO FC      | Węgry   | NB I          | 23    | 0      |
| 1996/97 | Győri ETO FC      | Węgry   | NB I          | 17    | 2      |
| 1997/98 | Győri ETO FC      | Węgry   | NB I          | 34    | 2      |
| 1998/99 | Győri ETO FC      | Węgry   | NB I          | 29    | 11     |
| 1999/00 | Sturm Graz        | Austria | Bundesliga    | 20    | 1      |
| 2000/01 | Sturm Graz        | Austria | Bundesliga    | 29    | 3      |
| 2001/02 | Sturm Graz        | Austria | Bundesliga    | 26    | 7      |
| 2002/03 | Sturm Graz        | Austria | Bundesliga    | 25    | 0      |
| 2003/04 | Sturm Graz        | Austria | Bundesliga    | 34    | 1      |
| 2004/05 | Rapid Wiedeń      | Austria | Bundesliga    | 27    | 2      |
| 2005/06 | Rapid Wiedeń      | Austria | Bundesliga    | 26    | 0      |
| 2006/07 | Skoda Ksanti      | Grecja  | Alpha Ethniki | 6     | 0      |
| 2008/09 | Austria Wiedeń II | Austria | Erste Liga    | 30    | 4      |

## Kariera reprezentacyjna
W reprezentacji Węgier Korsós zadebiutował 27 maja 1998 roku w wygranym 1:0 towarzyskim meczu z Litwą. W swojej karierze grał w eliminacjach do Euro 2000, MŚ 2002 i MŚ 2006. W kadrze narodowej od 1998 do 2005 roku rozegrał 33 mecze i strzelił 1 gola.